# NanaOn-Sha
NanaOn-Sha es una empresa japonesa de videojuegos que ha creado el que es ampliamente acreditado como el primer juego de ritmo moderno, PaRappa the Rapper. El éxito del juego derivó en el spin-off UmJammer Lammy, que se basa en muestras de guitarra, y finalmente en una secuela, PaRappa the Rapper 2. NanaOn-Sha también produjo otro nuevo juego de música, Vib-Ribbon, pero solo fue publicado en Japón y Europa.
"Nana On Sha" se traduce más o menos como "séptima empresa de sonido" en japonés.

## Juegos
- Tunin'Glue (1996)
- PaRappa the Rapper (1996 en Japón, 1997 en otros lugares)
- UmJammer Lammy (1999)
- Vib-Ribbon (1999)
- Rhyme Rider Kerorican (2000)
- PaRappa the Rapper 2 (2002)
- Mojib-Ribbon (2003)
- Vib-Ripple (2004)
- Tamagotchi Connection: Corner Shop (2005 en Japón, 2006 en otros lugares)
- PaRappa the Rapper (PSP) (2007)
- Tamagotchi Connection: Corner Shop 2 (2007)
- Musika (2007)
- Tamagotchi Connection: Corner Shop 3 (2007)
- Major Minor's Majestic March (2009)
- WINtA (2010)